# Babygirl
Babygirl ist ein Spielfilm von Halina Reijn aus dem Jahr 2024. Das Erotikdrama stellt eine verheiratete Geschäftsfrau in den Mittelpunkt, die eine Affäre mit einem deutlich jüngeren Praktikanten eingeht. In den Hauptrollen sind Nicole Kidman, Antonio Banderas und Harris Dickinson zu sehen. Die US-amerikanische Produktion feierte Ende August 2024 bei den Internationalen Filmfestspielen von Venedig ihre Premiere, wo Kidman den Darstellerpreis gewann. Babygirl wurde Ende Dezember 2024 in den US-Kinos veröffentlicht. Ein regulärer Kinostart in Deutschland fand Ende Januar 2025 statt.

## Handlung
Romy Mathis lebt in New York und ist Gründerin und CEO eines Robotikunternehmens, das gerade an der Börse durchstartet. Sie ist mit dem renommierten Theaterregisseur Jacob verheiratet und Mutter zweier Töchter. Obwohl sie immer noch mit ihrem Ehemann intim ist, hat sie Probleme, ihr sexuelles Verlangen ihm gegenüber zu artikulieren. So masturbiert sie heimlich nach dem Sex mit Jacob.
Eines Tages lernt Romy in ihrer Firma den sehr viel jüngeren Praktikanten Samuel kennen. Sie hat ihn zuvor auf der Straße vor ihrem Büro zufällig dabei beobachtet, wie er einen aggressiven Hund mit Hilfe von Keksen bändigte. Samuel setzt sich selbstbewusst über alle Regeln hinweg. Er fordert auch Romys Dominanz heraus und möchte sie als seine offizielle Mentorin gewinnen. Auch scheint er mehr über sie zu wissen, als sie selbst preisgeben will. Bald schon beginnen beide eine leidenschaftliche Affäre miteinander und treffen sich in einem heruntergekommenen Hotel. Samuel genießt es, die Kontrolle über seine Vorgesetzte zu haben. Trotz Romys vorteilhafter Position erwähnt Samuel, dass er ihre Karriere mit einem einzigen Anruf zerstören könnte. Romy erlebt seit langem wieder einen intensiven Orgasmus. Es kommt zu mehreren heimlichen Rendezvous und ihre sexuelle Affäre gewinnt erheblich an Intensität. Eines Tages erscheint Samuel unangemeldet im Haus ihrer Familie unter dem Vorwand, ihren Laptop zurückzugeben, den sie angeblich im Büro vergessen hat. Romy fühlt sich bedroht und erwähnt gegenüber Samuel, dass ihre Familie ihr alles bedeute und er nie wieder bei ihr zu Hause auftauchen soll. Samuel erwähnt, dass er eine Versetzung in eine andere Abteilung beantragen werde, was Romy ablehnt, da sie befürchtet, dass dies nur belastende Fragen zu ihrer Rolle bei seinem Antrag zur Versetzung aufwerfen werde. Romy gesteht ihrem Mann, dass sie mit ihrem Sexualleben unzufrieden ist und noch nie einen Orgasmus mit ihm erlebt habe. In ihrer Verzweiflung trifft sich Romy erneut mit Samuel, um ihn zu überzeugen, ihre Affäre fortzusetzen. Samuel erscheint erneut unerwartet bei ihr zu Hause, diesmal als Gast der Geburtstagsparty ihrer Tochter. Er erscheint diesmal in Begleitung von Esme, Romys Sekretärin, mit der er offenbar zusammen ist.
Esme gesteht Romy, dass sie von ihrer Affäre mit Samuel wisse. Sie erpresst somit Romy, die Affäre zu beenden, strukturelle Änderungen in der Firma vorzunehmen und schlussendlich Esme zu befördern. Romy bekommt ein schlechtes Gewissen und gesteht anschließend ihrem Ehemann Jacob die Affäre. Sie verschweigt ihm jedoch Samuel und beschreibt stattdessen diese Affäre  als einen One-Night-Stand mit einem Fremden. Sie möchte mit Jacob über ihre intensiven sexuellen Bedürfnisse reden, doch Jacob ist über die Affäre mehr als verärgert. Romy und Samuel werden später von Jacob erwischt. Es kommt zu einer Schlägerei zwischen den beiden Männern. Jacob erleidet dabei eine Panikattacke, bei der ihm Samuel zu Hilfe kommt, bevor er schließlich geht. Nachdem Romy und Jacob von ihrer jungen Tochter Isabel ermutigt werden, beschließen sie, ihre Ehe und ihr Sexualleben wieder erneut aufleben zu lassen.
Ein Vorstandsmitglied informiert Romy, dass Samuel einen neuen Job in Japan angenommen habe. Er fragt, ob sie etwas mit Samuels Kündigung zu tun habe und deutet dadurch an, dass er ebenfalls von der Affäre wisse und lädt sie zu sich nach Hause ein. Angewidert deutet Romy an, dass sie sich nicht einschüchtern lässt, und fordert ihn auf, ihr Büro zu verlassen.
Zu Hause stellen Romy und Jacob einen Sexualakt nach, den Samuel damals bei Romy vorgenommen hat, wodurch Romy schlussendlich zum Orgasmus kommt. Währenddessen sieht man Samuel in einem Hotelzimmer, wie er einem Hund Leckerlis gibt.

## Produktion

### Inspiration und Drehbuch

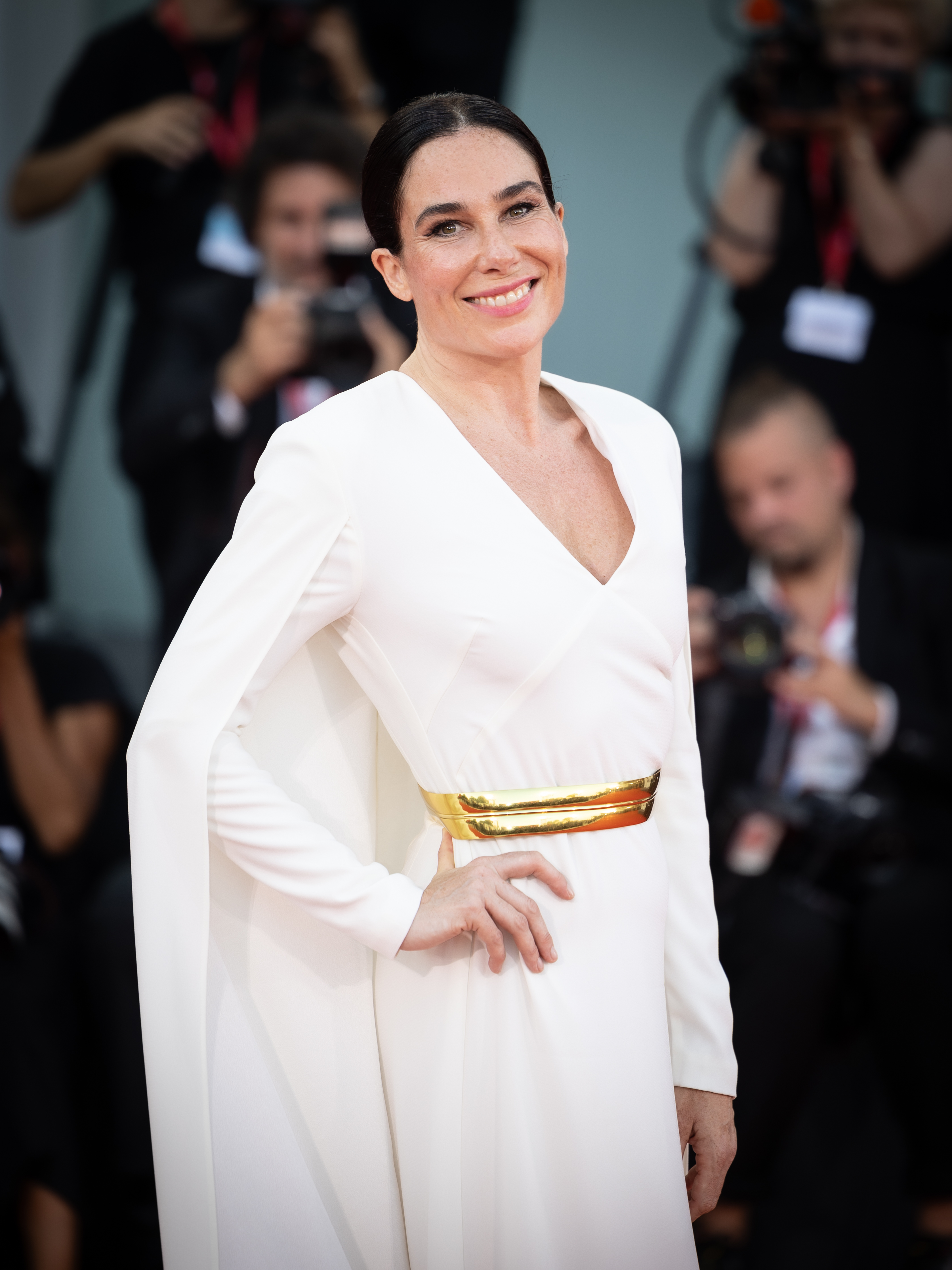
Regisseurin Halina Reijn bei der Premiere des Films in Venedig

Regie führte Halina Reijn, die das Drehbuch Hauptdarstellerin Nicole Kidman auf den Leib schrieb. Die niederländische Autorin und Schauspielerin gab an, bei Lampenfieber kurz vor einem Auftritt an Kidmans Filmarbeit gedacht zu haben. Reijn bewunderte sie für „ihre Furchtlosigkeit“ vor der Kamera. Als Filmemacherin habe sie durch die Spielfilme Basic Instinct (1992) und Ein unmoralisches Angebot (1993) zu sich selbst gefunden. Die Werke von Paul Verhoeven und Adrian Lyne hätten Reijn das Gefühl gegeben, mit ihren „eigenen verborgenen sexuellen Fantasien und Wünschen weniger allein zu sein“. Daraufhin habe sie davon geträumt, selbst so etwas aus ihrer eigenen Perspektive heraus zu entwerfen, obwohl sie immer noch mit Scham behaftet war und sich als Frau mit ihren Begierden als „eine Außerirdische“ wahrgenommen habe. Als weitere Inspiration nannte sie Lynes 9½ Wochen (1986) und Eine verhängnisvolle Affäre (1987).
Ihr Regiedebüt gab Reijn 2019 mit dem niederländischen Erotikdrama Instinct – Gefährliche Begierde mit Carice van Houten und Marwan Kenzari in den Hauptrollen. Der Film handelt von einer Gefängnispsychologin, die mit einem verurteilten Sexualstraftäter ein erotischen Machtspiel beginnt und dabei zusehends die Kontrolle verliert. Von Kritikern gefeiert wurde Reijns folgende englischsprachige Horrorsatire Bodies Bodies Bodies (2022), die in den USA von der Gesellschaft A24 vertrieben wurde. Es war Reijns erste US-amerikanische Produktion und sie gab an, dass ihr die Arbeit an dem Projekt „viel Spaß gemacht“ hätte, da im Vergleich zu Europa vor allem aus ökonomischer Hinsicht „in Amerika alles größer“ sei. Daher habe sie „unbedingt einen Film mit diesem riesigen Maßstab machen“ wollen. Dazu gehörte auch die Besetzung Kidmans in der weiblichen Hauptrolle („Größer als sie geht es nicht“).

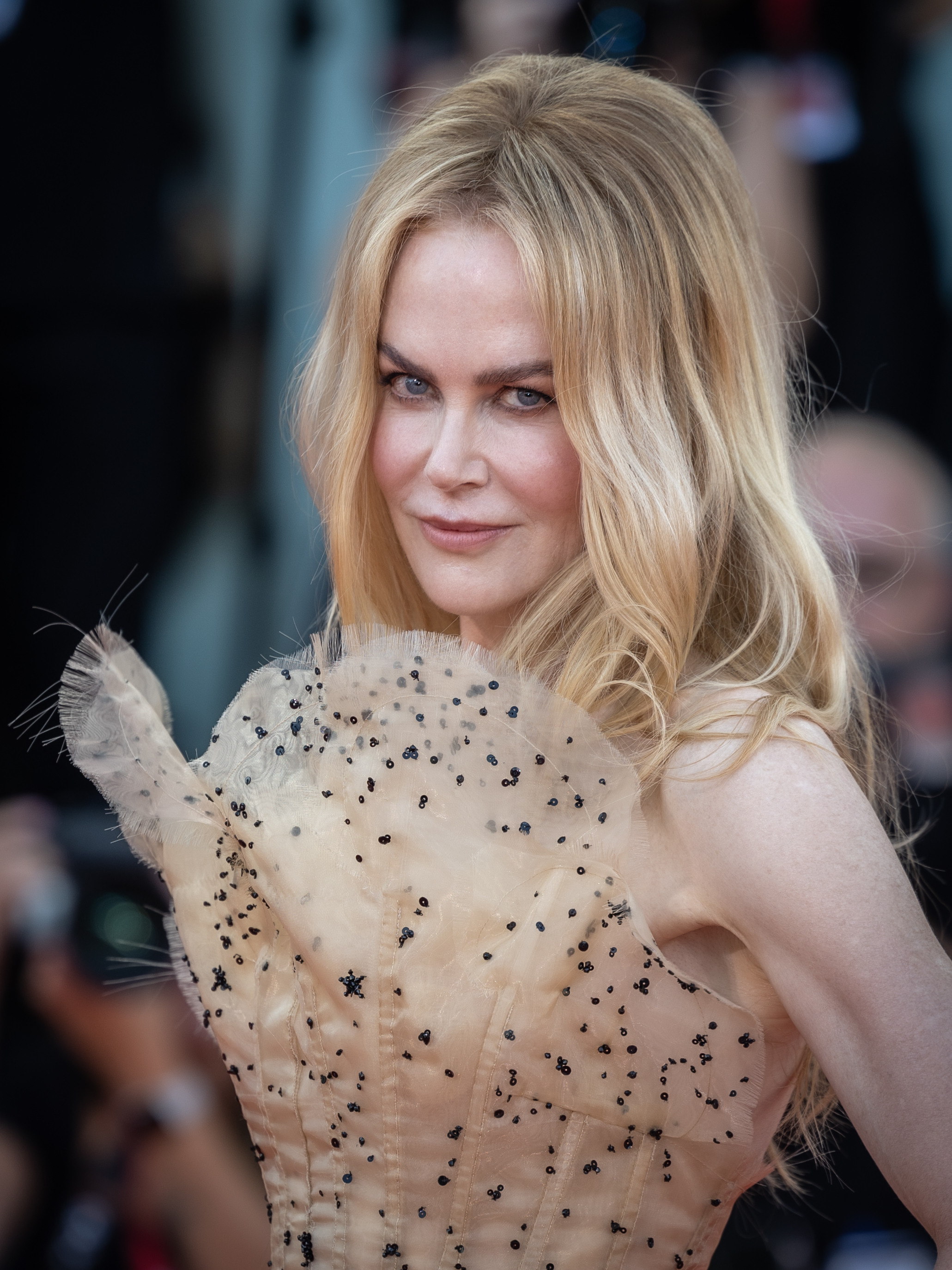
Nicole Kidman spielt die Geschäftsfrau Romy

Mit Babygirl wollte sich Reijn erneut einem erotischen Drama widmen, das sie später bevorzugt als „saftig“ oder „Saftfilm“ charakterisieren sollte. Sie glaubte nicht daran, dass es viele amerikanische Filme gab, „die über weibliche Begierde, weibliche Sexualität gedreht wurden“, daher gäbe „es [...] immer noch viel Angst davor“. Reijn legte einen spezifischen Fokus auf den weiblichen Orgasmus, den sie in anderen Filmen als nicht realistisch genug inszeniert empfunden hatte. Diese „Realität“ weise auf die innere Qual der weiblichen Hauptfigur hin. „Je perfekter man sein möchte, desto gefährlicher beginnen die Dinge auseinanderzubrechen – und man muss sich mit den Dingen auseinandersetzen, die tatsächlich in einem stecken“, so Reijn. Gleichzeitig kritisierte sie, dass im aktuellen Kino „die Sexualität einfach verschwunden“ sei. Durch Werke wie Luca Guadagninos Challengers – Rivalen (2024) und Emerald Fennells Saltburn (2023) werde laut Reijn das Thema ein wenig aufgegriffen, Sex sei „aber im Mainstreamkino [...] lange Zeit nicht zu sehen“ gewesen. Auch Babygirl sollte „sexy“ sein. „Als Konsument möchte ich manchmal einfach einen heißen, sexy Film mit heißen Leuten sehen, der mich ein bisschen anmacht“, so Reijn. Im Kern gehe es jedoch „um die Frage: Kann ich mich selbst in all meinen verschiedenen Ebenen lieben?“. Reijn hoffte, dass ihr Film als „Hommage an Selbstliebe und Befreiung“ funktioniere.

### Besetzung und Synchronisation
Auf der Besetzungsliste findet sich neben Kidman als Geschäftsfrau Romy und Antonio Banderas als deren Ehemann Jacob auch Harris Dickinson. Er stellt den jüngeren Mitarbeiter Samuel dar, mit dem Romy eine Affäre beginnt. Reijn wollte eine männliche Figur erschaffen, die experimentiert und gleichzeitig über ihre Männlichkeit sowie passive und dominante Rolle reflektiert. Gemeinsam mit Romy lotet Samuel die Grenzen einer verbotenen sexuellen Dynamik Schritt für Schritt aus, was durch Unterschiede in ihrer Stellung, Alter und Geschlecht noch gesteigert werde. Dadurch, dass Romys und Samuels Affäre an einem Arbeitsplatz in Amerika stattfinde, werde das Gefühl der Tabuisierung und des Verbots noch verstärkt, so die Regisseurin. In Übersee gäbe es „weniger als in Europa eine echte Hierarchie und viel mehr Regeln darüber [...], was erlaubt“ sei „und was nicht“, so Reijn. Auch seien die Amerikaner hinsichtlich ihres Gefühlslebens ihrer Beobachtung nach „etwas unterdrückter“ im Vergleich zu den Niederlanden. Reijn verzichtete bewusst darauf, Hochglanzfantasien mit ihrem Film zu bedienen und bezeichnete diesen Aspekt von Babygirl als ein „‚Röntgenbild‘ der Fetische“.

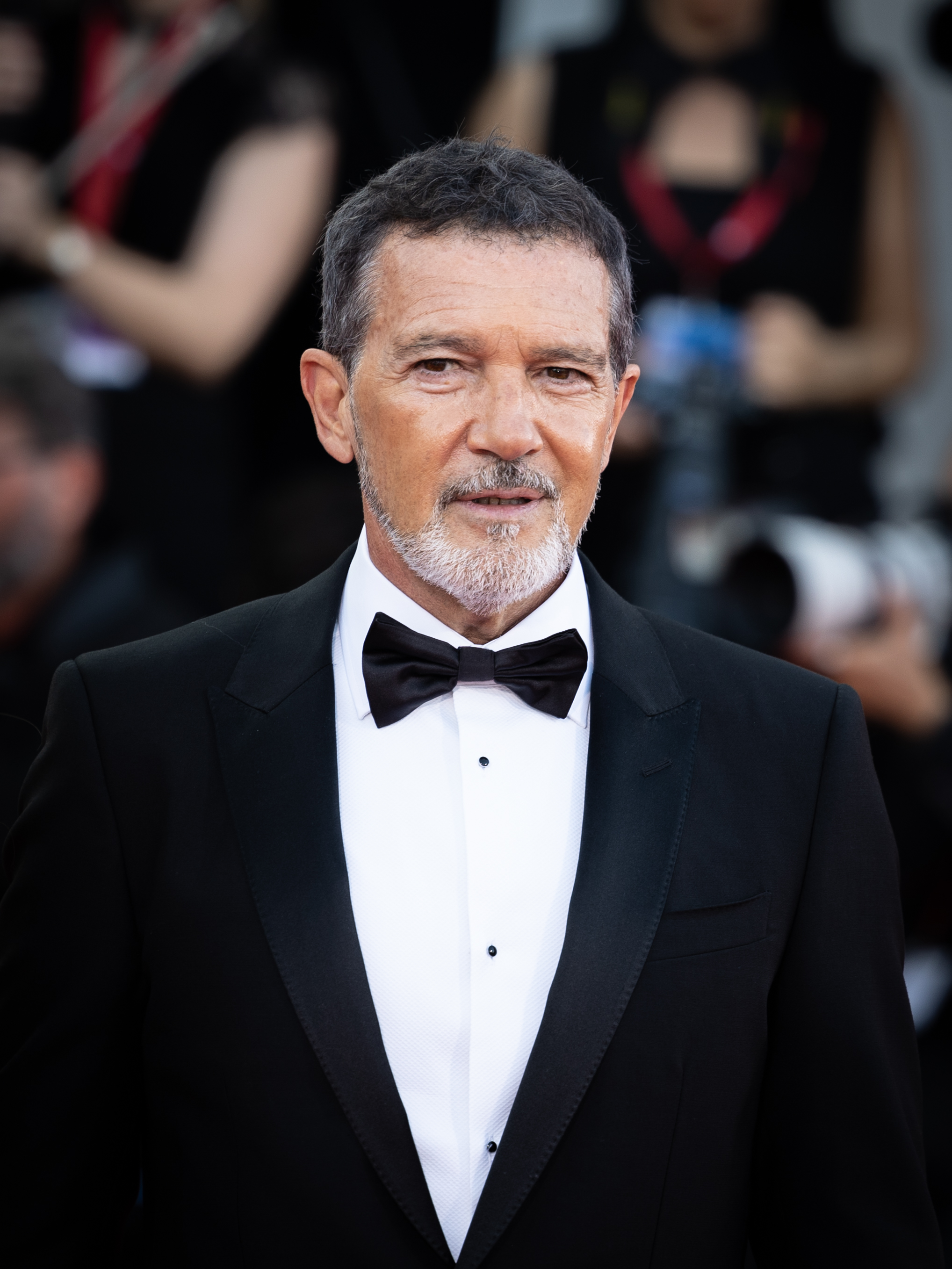
Antonio Banderas spielt Romys Ehemann Jacob

Banderas äußerte sich vor der Premiere des Films in Venedig: „Wir leben in einer Welt, in der Political Correctness zu einer Zensur der Künstler geführt hat, und als ich das Drehbuch las, das Halina mir gab, [dachte ich], da ist jemand, der über den Tellerrand hinausblickt, [der] die Kraft und den Mut hat, Dinge auf die Leinwand zu bringen, die wir alle denken. Wir sind in gewisser Weise Gefangene unserer eigenen Instinkte. Wir sind Tiere.“ Kidman sagte zur Geschichte: „Es geht um Wünsche, deine inneren Gedanken, es geht um Geheimnisse, Ehe, Wahrheit, Macht, Zustimmung, die Sprache [um] Sex“.
Sophie Wilde spielt Romys Chefassistentin Esme, die ebenfalls eine Affäre mit Samuel beginnt. In weiteren Rollen sind Victor Slezak, John Cenatiempo, Vaughan Reilly, Anoop Desai und Maxwell Whittington-Cooper zu sehen.
Reijn bereitete Kidman umfangreich auf die Dreharbeiten vor. Beide trafen sich oft in New York und sprachen über ihre schlimmsten Lebenserfahrungen. Auch gingen sie die provokantesten Szenen des Drehbuchs durch und überarbeiteten sie gemeinsam. Unter anderem erhielt Kidmans Figur einen ähnlichen biografischen Hintergrund wie Reijn, die als Kind in einer sektenartigen Gemeinschaft gelebt hatte. Kidman lobte im Nachhinein die Zusammenarbeit mit Reijn als außergewöhnlich intim, wie sie es noch nie zuvor erlebt hätte. Die Filmemacherin sei wie eine Schwester oder beste Freundin zu ihr gewesen und habe sie wie eine Mutter beschützt. Die Choreografie der Sexszenen mit Dickinson wurde in Proben gemeinsam mit Intimitätskoordinatoren vor der eigentlichen Produktion erarbeitet, wo diese in extrem langen Einstellungen gefilmt wurden. Co-Darsteller Dickinson lobte im Nachhinein die Arbeit der Koordinatorin, die bei ihm eine „unnötige Barriere“ durchbrochen hätte. „Letztendlich ist es Choreographie … Es ist sowieso sehr nervenaufreibend, eine Szene aufzubauen, wenn man also etwas Intimes hinzufügt, ist das sehr verletzlich“, so Dickinson.
Produziert wurde Babygirl von A24 gemeinsam mit Reijns Gesellschaft Man Up Film sowie von 2AM. A24 kümmert sich auch um den weltweiten Verleih des Films.
Die deutsche Synchronisation entstand nach einem Dialogbuch und der Dialogregie von Katrin Fröhlich im Auftrag der EVA Studios Germany GmbH in Berlin.

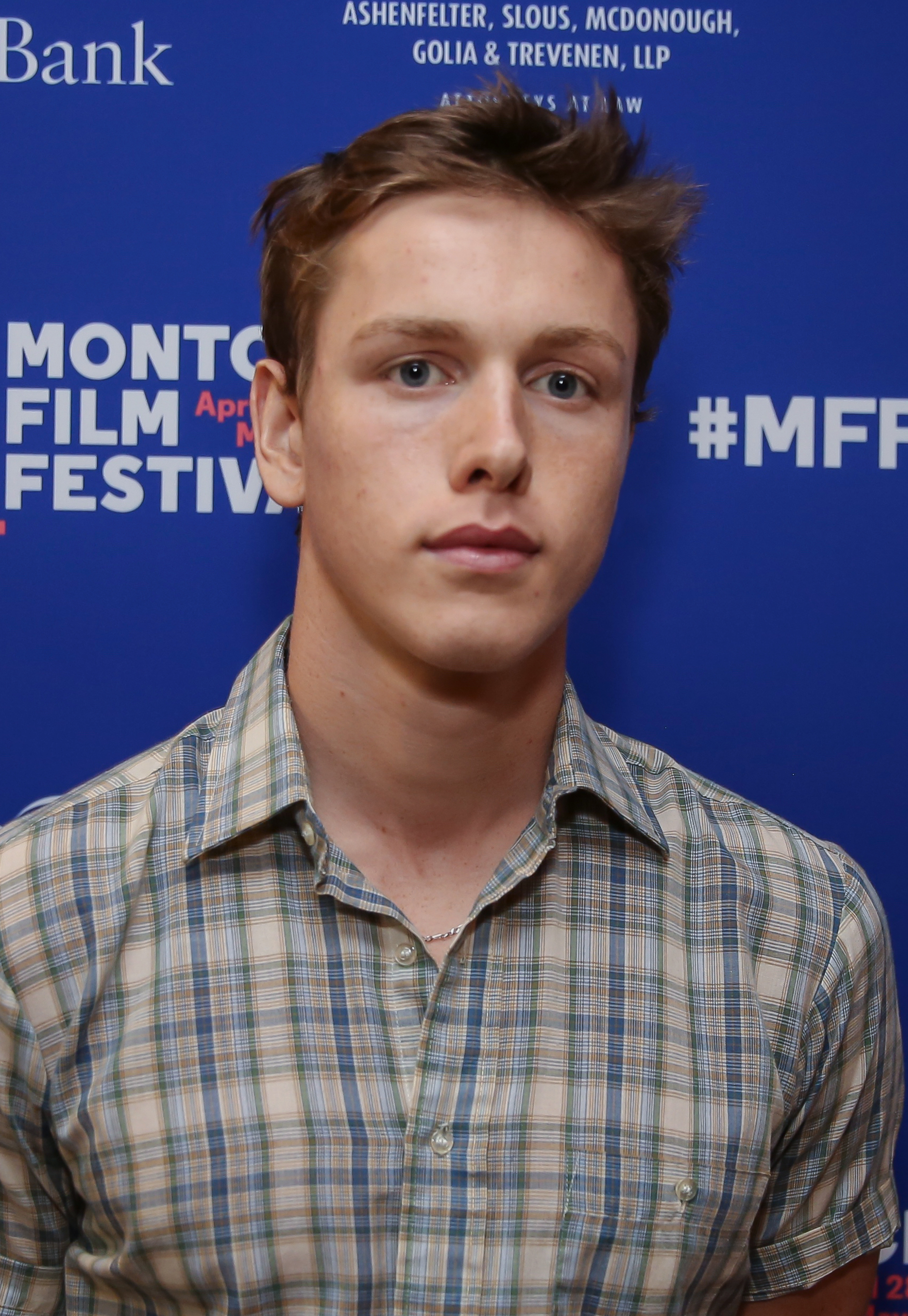
Harris Dickinson übernahm den Part des jüngeren Geliebten Samuel

| Darsteller                 | Synchronsprecher     | Rolle            |
| -------------------------- | -------------------- | ---------------- |
| Nicole Kidman              | Petra Barthel        | Romy Mathis      |
| Antonio Banderas           | Bernd Vollbrecht     | Jacob Mathis     |
| Harris Dickinson           | Henning Nöhren       | Samuel           |
| Robert Farrior             | Jaron Löwenberg      | Brack / Stephen  |
| Sophie Wilde               | Giovanna Winterfeldt | Esme             |
| Leslie Silva               | Katrin Fröhlich      | Hazel            |
| Gaite Jansen               | Johanna von Gutzeit  | Hedda / Scarlett |
| Esther McGregor            | Lucy Fandrych        | Isabel Mathis    |
| Maxwell Whittington-Cooper | Maik Rogge           | Josh             |
| Gabrielle Policano         | Magdalena Montasser  | Mary             |
| Victor Slezak              | Florian Halm         | Mr. Missel       |
| Vaughan Reilly             | Ellis Drews          | Nora Mathis      |
| Tess McMillan              | Nina Schatton        | Ophelia          |
| Anoop Desai                | Dennis Herrmann      | Robert           |
| Dolly Wells                | Meike Finck          | Therapeutin      |
| Bartley Booz               | Alex Friedland       | Tom              |

### Dreharbeiten und Filmmusik
Die Dreharbeiten fanden ab Dezember 2023 in New York statt. Als Kameramann fungiert der Niederländer Jasper Wolf. Er arbeitete mit Reijn bereits für Bodies Bodies Bodies zusammen.
Nicole Kidman empfand die Dreharbeiten als „inspirierend“, da „sie schon lange nicht mehr in diesem ‚A24-Indie-Film‘-Stil“ gearbeitet hätte. „Ich gehe an alles künstlerisch heran, also denke ich nicht über Kleinigkeiten nach, sondern darüber, wie ich mich voll und ganz dieser Figur hingeben kann, ohne meinen Regisseur zu zensieren“, so die Schauspielerin über ihre Beziehung zu ihrem eigenen Körper bei der Arbeit an Babygirl. Kidman habe mit dem Werk „menschliche Wesen untersuchen“ wollen. „[...] ich möchte Frauen auf der Leinwand untersuchen, ich möchte untersuchen, was es bedeutet, in all seinen Facetten ein Mensch zu sein … Aber wenn ich das der Welt zeige, fühle ich mich auf jeden Fall bloßgestellt, verletzlich und verängstigt, aber es zu machen war einfühlsam, intim und sehr, sehr tiefgründig“.
Der Chilene Cristobal Tapia de Veer zeichnete für die Filmmusik verantwortlich (anderen Angaben zufolge Meghan Currier). Ende November 2024 veröffentlichte A24 Music mit Mommy’s Dollhouse und Wolves die ersten beiden Musikstücke des Soundtrack-Albums als Download. Anfang Dezember 2024 veröffentlichte A24 Music den Song Leash, den Tapia de Veer gemeinsam mit Jorge Elbrecht schrieb und der von Sky Ferreira gesungen wird. Das komplette Soundtrack-Album mit insgesamt 12 Musikstücken wurde am 12. Dezember 2024 von A24 Music als Download veröffentlicht.

## Rezeption

### Marketing und Veröffentlichung
Der Film feierte am 30. August 2024 bei den Internationalen Filmfestspielen von Venedig seine Premiere. Im September 2024 wurde er beim Toronto International Film Festival gezeigt. Im Oktober 2024 fanden Vorstellungen beim Zurich Film Festival statt. Der erste Trailer wurde Anfang Oktober 2024 vorgestellt. Ein zweiter Trailer folgte Mitte November 2024. Am 25. Dezember 2024 kam der Film im Verleih von A24 in die US-Kinos. Ein regulärer Kinostart in Deutschland ist am 16. Januar 2025 im Verleih von Constantin Film geplant. Ebenfalls im Januar 2025 wurde Babygirl beim Tromsø International Film Festival gezeigt.

### Kritiken und Einspielergebnis
Von den auf der Website Rotten Tomatoes aufgeführten Kritiken sind 76 Prozent positiv bei einer durchschnittlichen Bewertung mit 7,6 von 10 möglichen Punkten. Der auf der Website erhobene Konsens der Kritiker pries die gemeinsame Leinwandpräsenz von Nicole Kidman und Harris Dickinson als „unvergesslich“, während „der klinische Blick von Drehbuchautorin und Regisseurin Halina Reijn diesen sexuell offenen Thriller eher provokant als lüstern“ erscheinen lasse. Renommierte Kritiker auf der Website empfahlen den Film weiter („Certified Fresh“). Ein ähnliches Bild hinsichtlich der Bewertung ergibt sich auf der Seite Metacritic. Dort erhielt Babygirl 79 von 100 möglichen Punkten, basierend auf mehr als 50 ausgewerteten englischsprachigen Kritiken. Dies entspricht „allgemein positiven“ („Generally Favorable“) Rezensionen.
Ryan Lattanzio vom Online-Portal IndieWire gab der „provokanten erotischen Dramedy“ die Schulnote „B+“ (deutsches Schulsystem: 2+) und pries die Leistung von Nicole Kidman. Die Figur der Romy sei eine der besten Darstellungen in ihrer Karriere. Kidman setze voll auf „Risikobereitschaft“ und gehe „von ganzem Herzen aufs Ganze“. Lattanzio zog Vergleiche zu ihren Leistungen in Todesstille (1989) und Big Little Lies (2017). Babygirl selbst erkunde „die Lustlücke zwischen Männern und Frauen“ und die „Unfähigkeit darüber, über Sex zu sprechen“. Die Möglichkeit, einfach Sex zu haben, werde dadurch eingeschränkt. Das „pervers witzige und fesselnde“ Werk ende mit einem melodramatischen Schluss, in dem „die Figuren zu sehr ihren Subtext über Sexualität“ mitteilen würden.
Auch erste Kritiken der deutschsprachigen Presse stimmten in das Lob vor allem für Nicole Kidman mit ein. Valerie Dirk (Der Standard) sah einen gewitzten „Erotikthriller“ ohne gültige Figurenzuschreibungen und hob die Leistung Kidmans hervor, die unter anderem in einen Besuch „zum Botoxen“ münde. Sie spiele Romy „als kühle Fassade. Den statuesken Körper stets in figurnahe Twinsets gewickelt, den Kopf emporgereckt, die gebotoxten Lippen zu einer Schnute gespitzt“.
Tim Caspar Boehme (die tageszeitung) kritisierte wie Lattanzio den Schluss des Films, der „zum recht plumpen Plädoyer für emanzipierte Diversität“ werde und machte Drehbuchschwächen aus. Dennoch erwecke Kidman die „nicht immer plausibel angelegte Figur in all ihrer Widersprüchlichkeit heftig zum Leben“.
Wolfgang Höbel (Der Spiegel) lobte den Film als „tolles Entertainment“. Er räumte Babygirl in Venedig Chancen auf den Darstellerpreis ein und lobte das Zusammenspiel zwischen Kidman und Dickinson. Ersterer gelinge es, „die plötzliche Verletztlichkeit, die libidinöse Erregung und die allmähliche Schambefreiung ihrer Heldin ziemlich furios darzustellen“. Für den Gewinn des Goldenen Löwen käme das Werk „eine Spur zu glatt“ daher. Regisseurin Reijn erzähle „mit den Mitteln des Mainstreamkinos von der Lust und den Ängsten, die mit dem Bekenntnis zu den eigenen sexuellen Wünschen verbunden“ seien. „Auf kluge und spektakulär vergnügliche Weise“ führe sie „vor, wie vielfältig, großartig und manchmal komisch die Variationen der sexuellen Begierde sein“ könnten.
Jan Küveler (Welt Online) lobte den „dramaturgischen Pfad“, der „intelligent, sensibel und sinnlich“ sei und „den man so noch nicht gesehen“ habe. Dagegen seien Basic Instinct und 50 Shades of Grey „pure Exploitation“.
Maria Wiesner (Frankfurter Allgemeine Zeitung) zufolge nutze Reijn „das Genre des Erotikthrillers, um von weiblicher Selbstermächtigung zu erzählen“. Mit den Figuren von Kidman und Dickinson spiele der Film „auch die Debatte über Machtmissbrauch auf einer neuen Ebene durch“. Die Regisseurin inszeniere das „mit großem Feingefühl“, zeige „ihre Darsteller so nackt, wie nur europäisches Kino das“ wage, aber stelle „sie […] nie bloß“.
Zu den wenigen kritischen Stimmen zählte Xan Brooks vom britischen The Guardian, der den Film mit nur zwei von fünf Sternen versah. Babygirl sei „gekonnt gemacht“, bliebe aber „trotz Kidmans kühnem Auftritt im Kern verdächtig“. Im Vergleich zu ihrem vorherigen Werk Bodies Bodies Bodies sei ihr neuester Film „weniger zufriedenstellend und manchmal ziemlich albern“. Reijn hätte in die Fußstapfen von Todd Fields Tár (2022) treten können, doch ihre Regiearbeit bleibe „oberflächlich zufrieden mit sich selbst“ und „begeistert von ihrem eigenen Wagemut“. Brooks hob zwar die „gelegentlich provokative“ Darstellung der „Dynamik zwischen Büros und dem sexuellen Verlangen“ hervor, doch werde diese dem Zuschauer „mit der knappen, frechen Professionalität einer jährlichen Unternehmenspräsentation“ geliefert. Zwar verdiene der Film „Anerkennung für seinen Mangel an billigem Moralisieren“, aber der dargebrachte „Nervenkitzel“ fühle sich „maschinell und vakuumverpackt an [...] fast so ordentlich und anonym“ wie ein verpacktes Produkt aus Kidmans Unternehmen.
Die weltweiten Einnahmen des Films aus Kinovorführungen belaufen sich auf 57,6 Millionen US-Dollar. In Deutschland verzeichnet der Film 165.474 Besucher.

## Auszeichnungen
Für Babygirl erhielt Halina Reijn ihre erste Einladung in den Wettbewerb um den Goldenen Löwen, den Hauptpreis des Filmfestivals von Venedig. Dort wurde das Werk von der Jury um die französische Schauspielerin Isabelle Huppert mit dem Darstellerpreis Coppa Volpi für Nicole Kidman ausgezeichnet. Aufgrund des Todes ihrer Mutter konnte die Schauspielerin der Preisverleihung nicht beiwohnen. Regisseurin Reijn nahm die Auszeichnung stellvertretend für Kidman entgegen. Die Schauspielerin gewann darüber hinaus unter anderem den National Board of Review Award und wurde für den Golden Globe Award nominiert. Komponist Cristobal Tapia de Veer gelangte im Dezember 2024 auf die 20 Titel umfassende Oscar-Shortlist für die Beste Filmmusik.
Gewonnene Preise und Nominierungen im Überblick:
| Festival / Filmpreis (Auswahl)                           | Kategorie                        | Resultat  | Preisträger / Nominierte               |
| -------------------------------------------------------- | -------------------------------- | --------- | -------------------------------------- |
| AACTA International Awards (2025)                        | Beste Hauptdarstellerin          | Nominiert | Nicole Kidman                          |
| Dallas-Fort Worth Film Critics Association Awards (2024) | Beste Hauptdarstellerin          | Nominiert | Nicole Kidman                          |
| Florida Film Critics Circle Awards (2024)                | Beste Hauptdarstellerin          | Nominiert | Nicole Kidman                          |
| Golden Globe Awards (2025)                               | Beste Hauptdarstellerin – Drama  | Nominiert | Nicole Kidman                          |
| Gotham Awards (2024)                                     | Bester Film                      | Nominiert | Halina Reijn, David Hinojosa, Julia Oh |
| Gotham Awards (2024)                                     | Beste Hauptrolle                 | Nominiert | Nicole Kidman                          |
| London Critics’ Circle Film Awards (2025)                | Beste Hauptdarstellerin          | Nominiert | Nicole Kidman                          |
| Michigan Movie Critics Guild Awards (2024)               | Beste Hauptdarstellerin          | Nominiert | Nicole Kidman                          |
| National Board of Review Awards (2024)                   | Beste Hauptdarstellerin          | Gewonnen  | Nicole Kidman                          |
| National Board of Review Awards (2024)                   | Top-Ten-Filme                    | Gewonnen  | k. A.                                  |
| New York Film Critics Online Awards (2025)               | Beste Hauptdarstellerin          | Nominiert | Nicole Kidman                          |
| Palm Springs (2025)                                      | International Star Award         | Gewonnen  | Nicole Kidman                          |
| Palm Springs (2025)                                      | Directors to Watch Award         | Gewonnen  | Halina Reijn                           |
| Phoenix Critics Circle Awards (2024)                     | Beste Hauptdarstellerin          | Nominiert | Nicole Kidman                          |
| Santa Barbara (2025)                                     | Virtuoso Award                   | Gewonnen  | Harris Dickinson                       |
| Satellite Awards (2025)                                  | Beste Hauptdarstellerin – Drama  | Nominiert | Nicole Kidman                          |
| Venedig (2024)                                           | Goldener Löwe – Bester Film      | Nominiert | Halina Reijn                           |
| Venedig (2024)                                           | Coppa Volpi – Beste Darstellerin | Gewonnen  | Nicole Kidman                          |